# Кучи (племя)

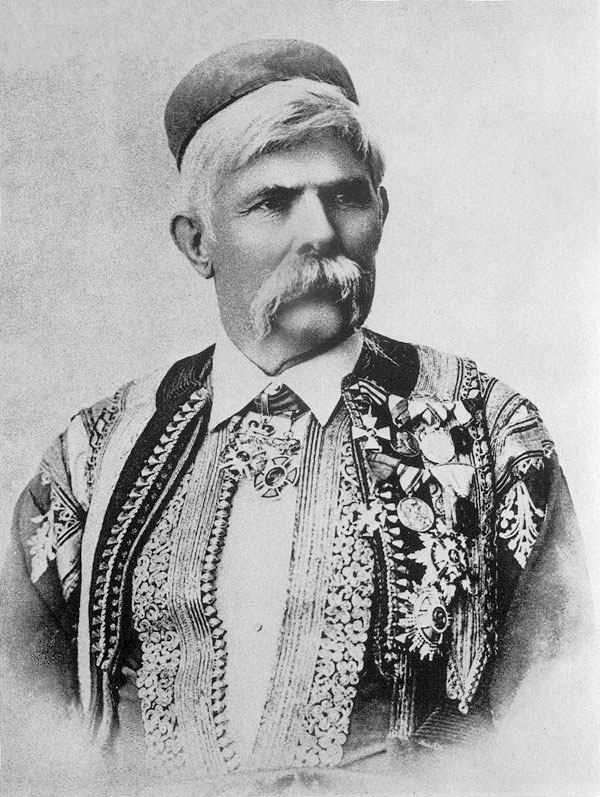
Марко Милянов (1833–1901), вождь кучей.

Кучи (черног. Кучи / Kuči) — субэтнос черногорцев. Проживают в восточной части Черногории, так называемой Брде.
Кучи исторически делятся на три группы:
- Старые Кучи — православные, покровителем которых («славой») считается святой Димитрий Солунский,
- Новые Кучи — православные, покровителем которых считается святой Николай Чудотворец,
- Затриебач — католики, празднующие Рождество Пресвятой Богородицы.

## История
По переписи 1582/83 г. в Османской империи кучи имели 13 сёл. Большинство их населения составляли православные, меньшинство — католики.
Во время турецкого владычества на Балканах часть кучей исламизировалась.
В 1694 г. кучи совместно с албанским племенем хоти подняли восстание против турок и на протяжении следующего, XVIII века, кучи неоднократно восставали против Османской империи.
К XVIII веку относится знаменитая история, связанная с кучами:
Турецкие войска двинулись в направлении земель племени Кучи и заняли деревню Беговичи. Скадарский визирь остановился в Беговичской башне и вызвал к себе двух кучей из Ораоваца, которые находились на турецкой службе: Джулю Йованова из Поградже и Ивезу Вукова из Куджани.

Визирь сказал одному: «Джуля, я дам тебе барьяк султана (флаг, принятие которого означало покорность), и ты отнесешь его Кучам», и приказал принести барьяк. Джуля ответил: «Мой паша, моя честь не позволяет мне нести барьяк моим братьям». Визирь спустил веревку из окна башни: «Либо ты берешь барьяк и несешь его в деревню, либо ты отправляешься на виселицу!». Джуля ответил: «Боже, помоги мне, ибо я выбираю веревку вместо барьяка!», и поднялся на выставленные из окна доски, кинул барьяк в сторону и взял веревку, затянув её на шее. Визирь предупредил: «Я говорю тебе только один раз, возьми барьяк или мы уберем доски, на которых ты стоишь». Джуля ответил: «Я сам их оттолкну, так что вам не нужно будет утруждать турок, я на стороне моих родичей и горд умереть за них» и ногами оттолкнул доски, повесившись на веревке. Тогда визирь обратился к Ивезе: «Что ты выбираешь, барьяк или веревку?» Ивеза ответил: «То же, что и Джуля, я никогда не выберу барьяк» и подошел к виселице. Славянин-мусульманин Сулейман Эль-Кут, родственник Ивеза, обратился к находившемуся там боснийскому феодалу Али-паша Османагичу и стал умолять его: «Если ты добрый турок, не дай ему умереть!». Али-паша останавливает Ивезу и спрашивает визиря: «Почтенный паша, я могу заплатить за его жизнь?» — «Нет» — «Могу ли я отдать моего сына вместо него?» — «Нет» — «Тогда я дам деньги, моего сына, себя, всё за него, я не могу дать ему умереть!». Визирь, немного подумав, ответил: «Хорошо, я отдаю тебе его», и турецкие солдаты радостно отреагировали на почетный жест.
В XIX веке центр сопротивления кучей и соседних племен против Османской империи образовался вокруг кучского воеводы Марко Милянова Поповича, который внес большой вклад в борьбу за сербское национальное объединение и освобождение от ига турок. Этот воевода вместе со своим племенем новые кучи, объединив усилия с черногорским князем Николой I в 1876 г., выступил против Турции во время войны Османской империи и Черногории.
Северная часть кучей вошла в состав Черногории ещё в 1849 г., а южная — сначала в 1877 г., окончательно в 1880 г., так как большая часть Черногории во время войны с Турцией в это время была захвачена Османской империей.

## Знаменитые выходцы
- Марко Милянов Попович Дрекалович
- Райко Петров Ного, поэт
- Джоко Прелевич, национальный герой
- Момир Булатович, бывший президент Черногории
- Бранимир Попович, актёр
- Младен Нелевич, актёр
- Бранислав Милачич, футбольный тренер
- Душан Перович
- Душко Вуйошевич, баскетбольный тренер
- Александр Вуйошевич, бывший баскетболист
- Ана Иванович, теннисистка
- Милош Вучевич, премьер-министр Сербии